# 1899 aux Territoires du Nord-Ouest
Chronologie des Territoires du Nord-Ouest
- 1895
- 1896
- 1897
- 1898
- 1899
- 1900
- 1901
- 1902
- 1903

Cette page concerne les événements survenus en 1899 dans le territoire canadien des Territoires du Nord-Ouest.

## Politique
- Premier ministre : Frederick W. A. G. Haultain
- Commissaire :
- Législature :

## Événements
- 21 juin : signature du Traité 8 entre la reine et les tribus du Nord de l'Alberta, Saskatchewan, Territoires du Nord-Ouest et nord est de la Colombie-Britannique.
- 4 novembre : quatrième élection législative des territoires du nord-ouest.